# 42 (album)
42 (s polnim naslovom 42: O smislu življenja, vesolja in sploh vsega) je četrti studijski album slovenske pop rock skupine Tabu, izdan 26. novembra 2009 pri založbi Menart Records. To je prvi album skupine brez kitarista Marjana Padra, klaviaturista Sandija Trojnerja in vokalistke Nine Vodopivec (skupino je leta 2006 zaradi težav z glasilkami zapustila, nadomestila pa jo je Tina Marinšek).
Naslov albuma se nanaša na zbirko zgodb Štoparski vodnik po galaksiji pisatelja Douglasa Adamsa, kjer naj bi bilo število 42 odgovor na vprašanje »Kaj je smisel življenja, vesolja in sploh vsega?«.
Na albumu se nahaja tudi uspešnica »Poljubljena«, najbolj predvajana slovenska pesem na radijskih postajah leta 2011.

## Seznam pesmi
| Št.             | Naslov            | Besedilo            | Glasba          | Dolžina |
| --------------- | ----------------- | ------------------- | --------------- | ------- |
| 1.              | „42‟              | Tina Marinšek       | Tomaž Trop      | 3:19    |
| 2.              | „Oblak za dva‟    | Iztok Melanšek      | Trop            | 3:20    |
| 3.              | „Supersong‟       | Melanšek            | Trop            | 3:18    |
| 4.              | „Skrivnost‟       | Marjan Pader        | Pader           | 3:41    |
| 5.              | „Namesto srca‟    | Melanšek • Marinšek | Trop            | 2:57    |
| 6.              | „Poljubljena‟     | Melanšek            | Trop            | 3:58    |
| 7.              | „Če imela bi moč‟ | Marinšek            | Trop            | 3:33    |
| 8.              | „Pesek in dotik‟  | Melanšek            | Trop            | 3:41    |
| 9.              | „Začarano telo‟   | Melanšek            | Trop            | 3:24    |
| 10.             | „Metulja‟         | Nina Vodopivec      | Trop            | 3:55    |
| Skupna dolžina: | Skupna dolžina:   | Skupna dolžina:     | Skupna dolžina: | 35:06   |

## Zasedba
| Tabu - Tina Marinšek — vokal - Tomaž Trop — kitara - Iztok Melanšek — bas kitara - Primož Štorman — bobni - Aleš Beriša — klaviature | Ostali - Matej Javoršek — perkusija - Ema Horvat — oblikovanje ovitka - Mats Lindfors — mastering - Jaka Vinšek — fotografiranje |